# Nati nel 1716
| Questa pagina contiene informazioni ricavate automaticamente dalle voci biografiche con l'ausilio del template Bio e di un bot. L'aggiornamento è periodico e automatico e ricostruisce completamente la pagina. Se manca una persona in questa lista, sei pregato di non aggiungerla, ma accertati piuttosto che la sua voce biografica contenga il template Bio e che i dati anagrafici siano correttamente compilati. Se il template Bio manca, inseriscilo tu stesso o, in alternativa, metti l'avviso {{tmp\|Bio}} che ne segnala la mancanza. Se i dati riportati sono sbagliati, correggi direttamente la voce biografica; le modifiche saranno visibili in questa lista entro pochi giorni. Per chiarimenti vedi il progetto biografie. La lista contiene solo le 102 persone che sono citate nell'enciclopedia e per le quali è stato implementato correttamente il template Bio. Pagina aggiornata al 18 ago 2025. |

## Gennaio(7)
- 4 gennaio - Appiano Buonafede, religioso e letterato italiano († 1793)
- 4 gennaio - Aaron Burr Senior, educatore statunitense († 1757)
- 10 gennaio - Léger Marie Deschamps, filosofo francese († 1774)
- 12 gennaio - Antonio de Ulloa, scienziato e scrittore spagnolo († 1795)
- 20 gennaio - Jean-Jacques Barthélemy, scrittore, numismatico e archeologo francese († 1795)
- 20 gennaio - Carlo III di Spagna, sovrano († 1788)
- 30 gennaio - Carl Fredrik Adelcrantz, architetto svedese († 1796)

## Febbraio(8)
- 4 febbraio - José Solís Folch de Cardona, spagnolo († 1770)
- 8 febbraio - Franz Heinrich von Dalberg, nobile e politico tedesco († 1776)
- 12 febbraio - Andrzej Hieronim Zamoyski, nobile e politico polacco († 1792)
- 16 febbraio - Matteo Jacuzio, abate e scrittore italiano († 1780)
- 18 febbraio - Augustus Berkeley, IV conte di Berkeley, ufficiale inglese († 1755)
- 18 febbraio - Gaspard Fritz, compositore e violinista svizzero († 1783)
- 18 febbraio - Adam Patačić, arcivescovo cattolico e nobile croato († 1784)
- 25 febbraio - Paolo Calvi, storico italiano († 1781)

## Marzo(7)
- 5 marzo - Nicolò Pacassi, architetto austriaco († 1790)
- 5 marzo - Catherine Théot, sensitiva francese († 1794)
- 6 marzo - Pehr Kalm, naturalista, botanico e esploratore svedese († 1779)
- 13 marzo - Filippina Carlotta di Prussia, principessa tedesca († 1801)
- 19 marzo - Guillaume Coustou, il Giovane, scultore francese († 1777)
- 19 marzo - Giuseppe Zocchi, pittore, incisore e disegnatore italiano († 1767)
- 25 marzo - Aleksej Antropov, pittore russo († 1765)

## Aprile(4)
- 12 aprile - Felice Giardini, violinista e compositore italiano († 1796)
- 13 aprile - Leopoldo Giovanni d'Asburgo, principe († 1716)
- 28 aprile - Cesare Ligari, pittore italiano († 1770)
- 29 aprile - Enea Arnaldi, umanista e architetto italiano († 1794)

## Maggio(5)
- 3 maggio - Franz Anton Zeiller, pittore austriaco († 1794)
- 8 maggio - James Wright, politico britannico († 1785)
- 20 maggio - Friedrich Samuel Bock, filosofo e teologo tedesco († 1785)
- 24 maggio - Costantino d'Assia-Rheinfels-Rotenburg, nobile († 1778)
- 29 maggio - Louis Jean-Marie Daubenton, naturalista e medico francese († 1799)

## Giugno(8)
- 11 giugno - Francesca Sanna Sulis, stilista e imprenditrice italiana († 1810)
- 11 giugno - Otto von Münchhausen, botanico tedesco († 1774)
- 14 giugno - Peter Harrison, architetto britannico († 1775)
- 18 giugno - Carlo Edzardo della Frisia orientale, principe († 1744)
- 18 giugno - Joseph-Marie Vien, pittore francese († 1809)
- 21 giugno - Pasquale Bini, violinista e compositore italiano († 1770)
- 26 giugno - Charles Nicolas d'Oultremont, vescovo cattolico tedesco († 1771)
- 27 giugno - Luisa Diana di Borbone-Orléans, principessa francese († 1736)

## Luglio(5)
- 3 luglio - Philipp Gotthard von Schaffgotsch, vescovo cattolico boemo († 1795)
- 13 luglio - Louis-Nicolas Van Blarenberghe, pittore francese († 1794)
- 21 luglio - Juan de García y Montenegro, vescovo cattolico spagnolo († 1783)
- 22 luglio - Jan Jakub Zamoyski, nobile e politico polacco († 1790)
- 26 luglio - Antonio Contestabili, pittore italiano († 1790)

## Agosto(4)
- 2 agosto - George Carnegie, VI conte di Northesk, nobile e ammiraglio scozzese († 1792)
- 7 agosto - Gaetano Marzagaglia, matematico e presbitero italiano († 1787)
- 10 agosto - Eugenio Vulgaris, vescovo ortodosso, filosofo e teologo greco († 1806)
- 22 agosto - Niccolò Ciafaglione, arcivescovo cattolico italiano († 1789)

## Settembre(3)
- 2 settembre - Jacques-Nicolas Tardieu, incisore francese († 1791)
- 16 settembre - Angelo Amorevoli, tenore italiano († 1798)
- 28 settembre - Benedetto Pucilli, vescovo cattolico italiano († 1786)

## Ottobre(7)
- 3 ottobre - Giovanni Battista Beccaria, fisico, matematico e monaco cristiano italiano († 1781)
- 4 ottobre - James Lind, medico scozzese († 1794)
- 5 ottobre - Ottaviano Diodati, letterato, editore e architetto italiano († 1786)
- 6 ottobre - George Montagu-Dunk, II conte di Halifax, politico britannico († 1771)
- 16 ottobre - Augustus FitzRoy, marinaio inglese († 1741)
- 22 ottobre - Maria Gabriella Felicita di Schleswig-Holstein-Sonderburg-Wiesenburg, nobildonna tedesca († 1798)
- 26 ottobre - Carlo Cristiano Ermanno di Württemberg-Oels, generale prussiano († 1792)

## Novembre(6)
- 1º novembre - Francesco Carrara, cardinale italiano († 1793)
- 4 novembre - Wilhelm von Knyphausen, generale tedesco († 1800)
- 11 novembre - Rambaldo degli Azzoni Avogaro, storico e numismatico italiano († 1790)
- 24 novembre - Nils Idman, teologo e letterato finlandese († 1790)
- 26 novembre - Elizabeth Seymour, II baronessa Percy, nobildonna inglese († 1776)
- 27 novembre - Sophie Volland, letterata francese († 1784)

## Dicembre(14)
- 1º dicembre - Étienne Maurice Falconet, scultore francese († 1791)
- 4 dicembre - Balthazard Marie Émérigon, giurista francese († 1784)
- 7 dicembre - Enrico Ernesto II di Stolberg-Wernigerode, nobile tedesco († 1778)
- 12 dicembre - Leopoldina Maria di Anhalt-Dessau, nobile († 1782)
- 13 dicembre - Francesco Ginanni, naturalista, biologo e botanico italiano († 1766)
- 16 dicembre - Paolo Tommaso Alberghi, violinista e compositore italiano († 1785)
- 16 dicembre - Luigi Giulio Mancini-Mazzarino, diplomatico e scrittore francese († 1798)
- 16 dicembre - Johann Rudolf Tschiffeli, agronomo svizzero († 1780)
- 23 dicembre - Pietro Gualdi Lodrini, pittore italiano
- 23 dicembre - Johann Heinrich Rolle, compositore, violinista e organista tedesco († 1785)
- 25 dicembre - Johann Jakob Reiske, filologo classico, orientalista e numismatico tedesco († 1774)
- 26 dicembre - Thomas Gray, poeta inglese († 1771)
- 26 dicembre - Jean-François de Saint-Lambert, poeta e letterato francese († 1803)
- 27 dicembre - Leonardo Ximenes, gesuita, astronomo e ingegnere italiano († 1786)

## Senza giorno specificato(24)
- Juan Ignacio Aguilar, gesuita peruviano († 1799)
- Domenico Angelo, schermidore e scrittore italiano († 1802)
- Giovanni Battista Bilesimo, giurista e teologo italiano († 1799)
- Karl Hugo von Brackel, generale tedesco († 1768)
- Lancelot Brown, architetto del paesaggio inglese († 1783)
- Christian Heinrich Eckhard, giurista, storico e diplomatista tedesco († 1751)
- Ivan Aleksandrovič Dekolong, generale e nobile russo († 1789)
- Leopoldo Gonzaga, nobile italiano († 1760)
- Ignazio Gozadinos, presbitero greco († 1786)
- Melchior Hefele, architetto austriaco († 1794)
- John Hill, botanico britannico († 1775)
- Luis Meléndez, pittore spagnolo († 1780)
- Johan Maurits Mohr, pastore protestante e astronomo tedesco († 1775)
- Giuseppe Pecis, letterato e scienziato italiano († 1799)
- Philip Phillips, arcivescovo cattolico irlandese († 1787)
- Gioacchino Pizzi, poeta italiano († 1790)
- Gaspar de Portolá, esploratore spagnolo († 1784)
- Filippo Antonio Revelli, matematico italiano († 1801)
- Josef Seger, compositore e organista ceco († 1782)
- Lorenzo Selva, ottico italiano († 1800)
- Pietro Sodi, ballerino e coreografo italiano († 1775)
- Yosa Buson, poeta e pittore giapponese († 1784)
- Yuan Mei, poeta, artista e letterato cinese († 1797)
- Juan de Prado y Malleza, generale e politico spagnolo († 1770)